# Lake Nabberu
Lake Nabberu är en sjö i Australien. Den ligger i delstaten Western Australia, omkring 830 kilometer nordost om delstatshuvudstaden Perth. Lake Nabberu ligger 537 meter över havet.
Omgivningarna runt Lake Nabberu är i huvudsak ett öppet busklandskap. Trakten runt Lake Nabberu är nära nog obefolkad, med mindre än två invånare per kvadratkilometer. Genomsnittlig årsnederbörd är 407 millimeter. Den regnigaste månaden är januari, med i genomsnitt 142 mm nederbörd, och den torraste är augusti, med 2 mm nederbörd.